# 世界設計之都

2016年臺北世界設計之都

世界設計之都（英語：The World Design Capital，簡稱WDC）是一個由国际工业设计协会（ICSID）所認定並授獎的城市推動計畫。自2008年起，每兩年由全球投件申請的城市中選出一個城市作為代表。

## 年度獲選城市
- 2008年 -  義大利都靈[2]
- 2010年 -  首爾[3]
- 2012年 -  芬兰赫爾辛基[4]
- 2014年 -  南非開普敦[5]
- 2016年 -  中華民國（臺灣）臺北[6]
- 2018年 -  墨西哥墨西哥城[7]
- 2020年 -  法國里爾都市圈[8]
- 2022年 -  西班牙瓦倫西亞[9]
- 2024年 -  美国圣迭戈和 墨西哥蒂华纳[10]